# Arlene Dahl
Arlene Carol Dahl (Minneapolis, 11 de agosto de 1925 - Manhattan, 29 de novembro de 2021) foi uma atriz estadunidense.
Estrela de hollywood, com maior destaque nas décadas de 1950 e 1960, Arlene é a mãe do ator Lorenzo Lamas.
Morreu em seu apartamento em Manhattan em 29 de novembro de 2021, aos 96 anos de idade.

## Filmografia
- Life with Father (1947)
- My Wild Irish Rose (1947)
- The Bride Goes Wild (1948)
- A Southern Yankee (1948)
- Some of the Best (1949)
- Scene of the Crime (1949)
- Reign of Terror (1949)
- Ambush (1950)
- The Outriders (1950)
- Three Little Words (1950)
- Watch the Birdie (1950)
- Inside Straight (1951)
- No Questions Asked (1951)
- Caribbean (1952)
- Desert Legion (1953)
- Jamaica Run (1953)
- Sangaree (1953)
- Here Come the Girls (1953)
- The Diamond Queen (1953)
- Woman's World (1954)
- Bengal Brigade (1954)
- Slightly Scarlet (1956)
- Wicked As They Come (1956)
- Fortune is a Woman (1957)
- She Played with Fire (1958)
- Journey to the Center of the Earth (1959)
- Kisses for My President (1964)
- The Ponies (1967)
- The Pleasure Pit (1969)
- Land Raiders (1969)
- Night of the Warrior (1991)
- Broadway: The Golden Age, by the Legends Who Were There (2003)

### Televisão
- The Pepsi-Cola Playhouse (1953–1954)
- Opening Night (1958)
- Deadly Dream (1971)
- One Life to Live (1981–1984)
- All My Children (1995)